# Quiteria Varas Marín
Quiteria Varas Marín (Valparaíso, 1838 - Santiago de Chile, 1886) fue una poetisa, ensayista, socialité y filántropa chilena. Junto a otras escritoras como Delfina María Hidalgo o Amelia Solar de Claro, publicó algunos de los primeros textos adscritos a la lírica femenina chilena a fines del siglo XIX, mientras que fue discípula de Mercedes Marín del Solar, quien además era su tía.
Parte de su producción poética se encuentra dispersa en diarios y revistas de la segunda mitad del siglo XIX, junto a la de otras escritoras que cultivaron este género como Joaquina Carlota Bustamante, Mercedes Ignacia Rojas, Mercedes Marín del Solar o Rosario Orrego de Uribe. Sin embargo, algunos de sus trabajos aparecieron en la antología de José Domingo Cortés que se tituló América poética: poesías selectas americanas, y que se publicó en París durante 1875. Además, fue antologada por este mismo autor en Flores Chilenas en 1862.
Dentro de sus composiciones adscritas al género lírico, abordó tanto la elegía como «arengas y retratos laudatorios a los próceres de la época», textos que también escribían otras poetisas como Mercedes Marín del Solar y Rosario Orrego de Uribe.